# Седжон (город)

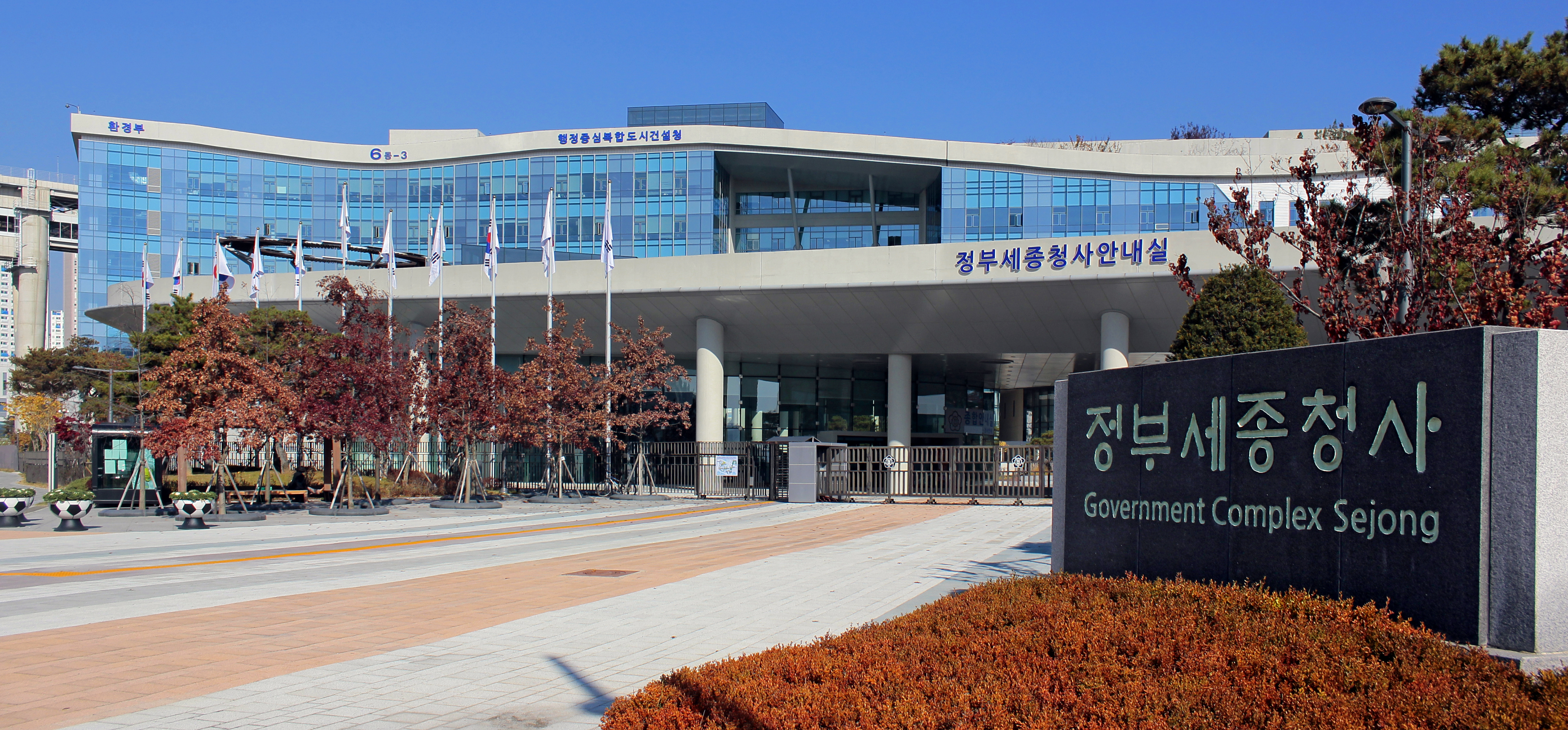
Комплекс правительственных зданий Республики Корея в Седжоне

Седжон (кор. 세종 [se̞.dʑoŋ]), официально Город с особой автономией Седжон (кор. 세종특별자치시 Седжон-тхыкпёльджачхиси), ранее известный как Йонги (кор. 연기) — город, сооружаемый в Республике Корея, планируемое местонахождение более полутора десятков министерств и других официальных учреждений.

## Название
Седжон назван в честь короля Седжона Великого — 4-го правителя из династии Чосон и создателя корейского алфавита хангыля.

## История
В начале 2007 года правительство Республики Корея приняло решение создать специальный административный район, в котором разместить 9 министерств и 4 национальных агентства, в настоящее время находящихся в Сеуле, из частей территории провинций Чхунчхон-Намдо и Чхунчхон-Пукто близ Тэджона. План возник после неудачной попытки предыдущего президента Но Мухёна переместить столицу Южной Кореи в этот регион.
Проектируемый город получил название в честь правителя из династии Чосон Седжона Великого, создателя корейской азбуки хангыль. Согласно плану предполагается, что в городе будет жить около полумиллиона жителей.
Проект создания города стал причиной жарких дискуссий в Национальном собрании Республики Корея. В сентябре 2009 года. премьер-министр Чон Унчхан заявил, что план создания города Седжон — «неэффективная политика с точки зрения экономиста», а позднее выразился ещё резче, сравнив создание города с раздачей потенциальным избирателям бочонков со свининой. Более тысячи учёных и политиков, включая троих бывших премьер-министров, высказались за пересмотр плана. Фракция во главе с представителем республиканской партии Пак Кын Хе (박근혜), давней противником президента Ли Мёнбака, а вместе с ней — все оппозиционные партии и большинство жителей региона Чунчхон выступают против плана переноса правительственных учреждений из Сеула в Седжон. Противники плана считают, что в городе вырастет прежде всего развлекательная индустрия, так как живущие в нём сотрудники административных учреждений будут оторваны от своих семей.

## Административное деление
Седжон административно делится на 1 уездный город (ып), 9 волостей (мён) и 3 квартала (тон/дон).
| Название               | Хангыль  | Площадь, км² | Семья  | Население, чел |
| ---------------------- | -------- | ------------ | ------ | -------------- |
| уездный город Чочхивон | 조치원읍 | 13,69        | 18 687 | 46 282         |
| волость Йонги          | 연기면   | 43,93        | 1273   | 2617           |
| волость Йондон         | 연동면   | 28,32        | 1874   | 3807           |
| волость Пуган          | 부강면   | 27,79        | 3015   | 6659           |
| волость Кымнам         | 금남면   | 78,14        | 4423   | 9652           |
| волость Чангун         | 장군면   | 53,23        | 2768   | 5630           |
| волость Йонсо          | 연서면   | 54,58        | 3531   | 7693           |
| волость Чоный          | 전의면   | 62,44        | 3187   | 6756           |
| волость Чондон         | 전동면   | 57,74        | 2239   | 4106           |
| волость Соджон         | 소정면   | 16,48        | 1296   | 2884           |
| Хансольтон             | 한솔동   | 14,90        | 6622   | 20 693         |
| Тодамдон               | 도담동   | 5,0          | 10 361 | 26 625         |
| Арымдон                | 아름동   | 8,7          | 16 573 | 50 769         |
| Всего                  | 세종시   | 464,88       | 78 726 | 200 139        |